# Karl Braubach
Karl Johann Braubach (* 29. April 1903 in Kronberg im Taunus; † 9. Mai 1988 in Laatzen) war ein deutscher Politiker (KPD) und Mitglied des Provinziallandtages der Provinz Hessen-Nassau.

## Leben
Karl Braubach wurde als Sohn des Dachdeckers Philipp Braubach (* 1879) und dessen Ehefrau Elisabeth Merz geboren und wurde nach seinem Schulabschluss zum Werkzeugmacher ausgebildet. Politisch engagiert, wurde er Vorsitzender der KPD-Ortsgruppe in Kronberg im Taunus.
1933 hatte er einen Sitz im Stadtrat und war Mitglied des Nassauischen Kommunallandtages bzw. des Provinziallandtags der Provinz Hessen-Nassau.
Nach der Machtübernahme der Nationalsozialisten wurde er in Königstein im Taunus in Schutzhaft genommen und anschließend mehrmals inhaftiert.
Trotz Überwachung durch die Geheime Staatspolizei flüchtete er nach Hannover, wo er in Laatzen in einem Eisenwerk Beschäftigung fand. Von Jahresbeginn 1941 an arbeitete er in einem Panzerwerk. Nach Kriegsende kehrte er an seinen alten Arbeitsplatz in Laatzen zurück.
Seine Schwester Helene war ebenfalls Mitglied der KPD und wurde 1937 verhaftet und im Frankfurter Gestapo-Gefängnis ermordet.